# Église Saint-Michel de Berg am Laim
L'église Saint-Michel est une église catholique de style baroque tardif, située dans le secteur Berg am Laim à Munich en Bavière.

## Historique
L'église, vouée à l'archange saint Michel, a été construite entre 1735 et 1751 selon les plans de Johann Michael Fischer pour le prince-évêque de Cologne, Clément-Auguste de Bavière (1700-1761), fils de l'Électeur Maximilien-Emmanuel de Bavière, qui possédait un domaine à Berg am Laim. Elle sert aussi d'église pour les chevaliers de l'Ordre de Saint-Michel, fondé par Joseph-Clément de Bavière et pour la Confrérie de Saint-Michel, fondée par le même ainsi que le franciscain Fortunatus Huber. Cette confrérie a pu compter jusqu'à 100 000 membres dans toute l'Allemagne méridionale (dont une proportion importante de la noblesse). Elle compte aujourd'hui 800 membres. Un hospice dépendant de la confrérie a aussi été construit.
L'église s'inspire d'abord du style rocaille, mis en vogue en Allemagne par François de Cuvilliés qui était du reste architecte-en-chef de la Cour de Cologne et vint inspecter les travaux. Les fresques et les décors de stuc sont l'œuvre du célèbre Johann Baptist Zimmermann. Johann Andreas Wolff est l'auteur du tableau représentant l'archange saint Michel, au-dessus du maître-autel de Johann Baptist Straub avec différentes sculptures d'Ignaz Günther.
L'église devient simple église paroissiale en 1801, lorsque Napoléon supprime l'électorat de Cologne, et l'année suivante l'hospice attenant à l'église est confisqué et sécularisé. L'Ordre de Saint-Michel continue à s'y réunir jusqu'à sa disparition en 1918. Il était devenu auparavant en 1837, un Ordre actif. La confrérie de Saint-Michel continue quant à elle à s'y réunir sous la direction spirituelle désormais du curé de l'église. Berg am Lain est réunie à la ville de Munich en 1913.
L'église est fortement endommagée pendant les combats d'artillerie du 30 avril 1945. Elle a été restaurée, surtout entre 1978 et 1982.

## Galerie

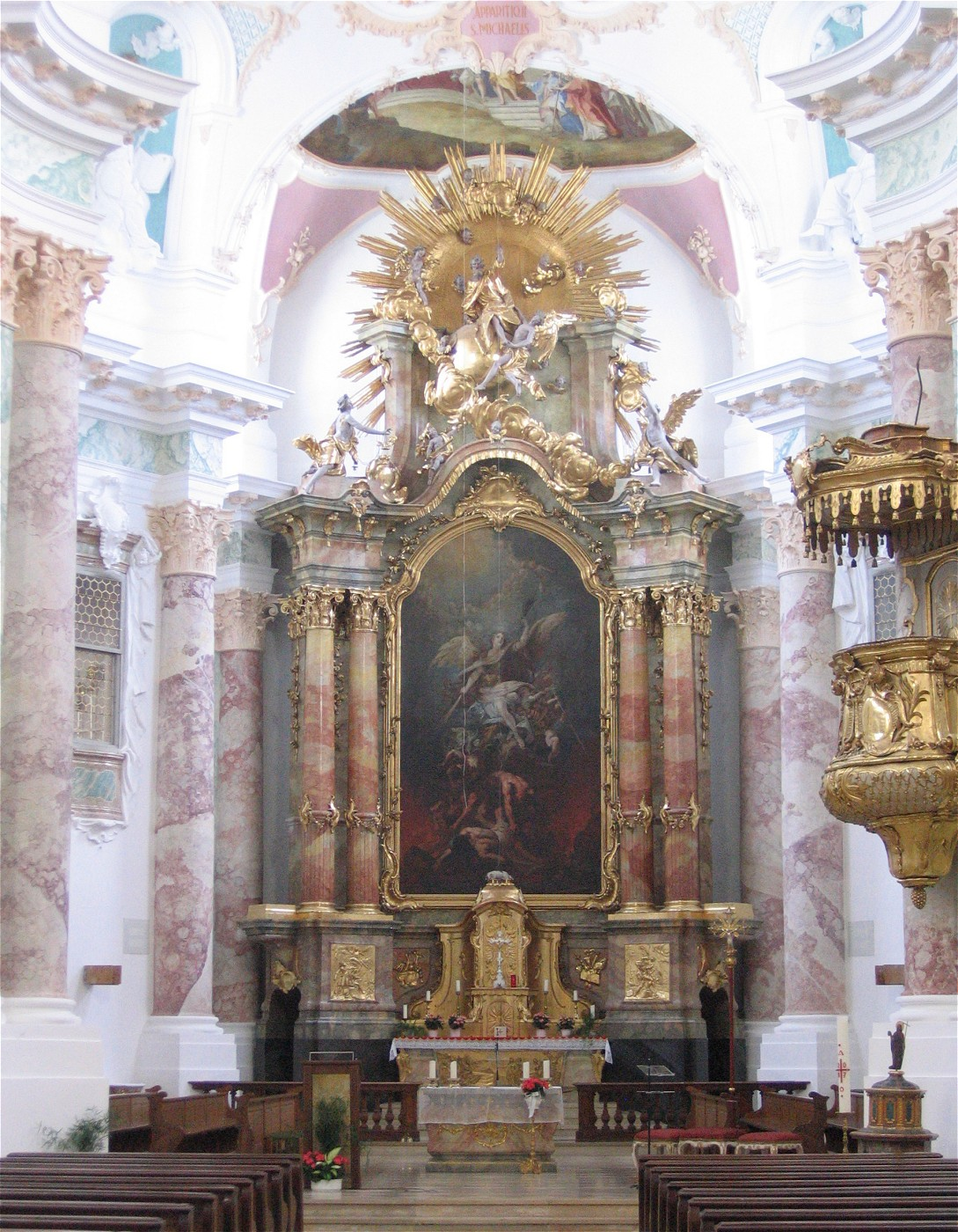
Vue du maître-autel de Johann Baptist Straub
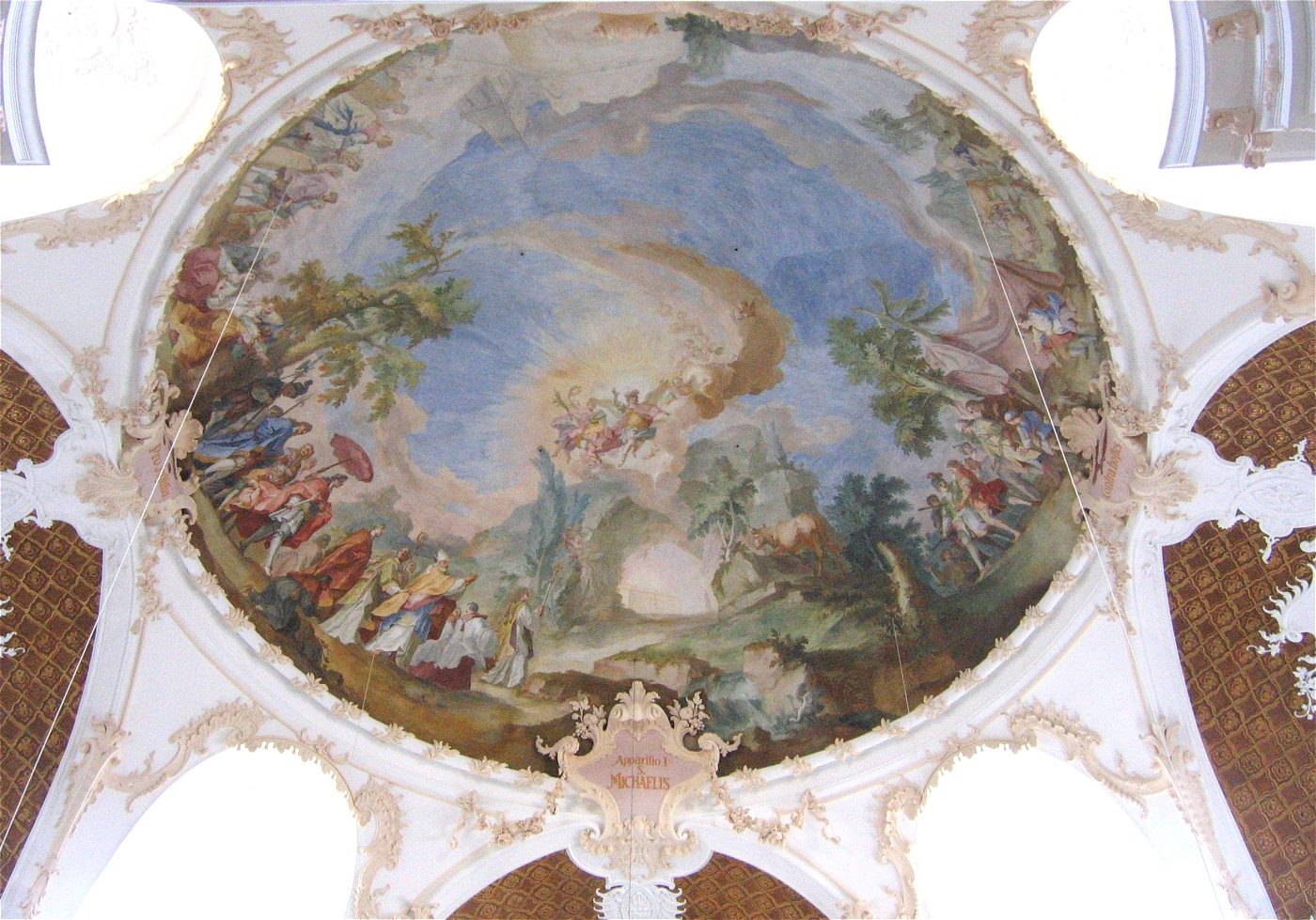
Vue d'une fresque de Johann Baptist Zimmermann
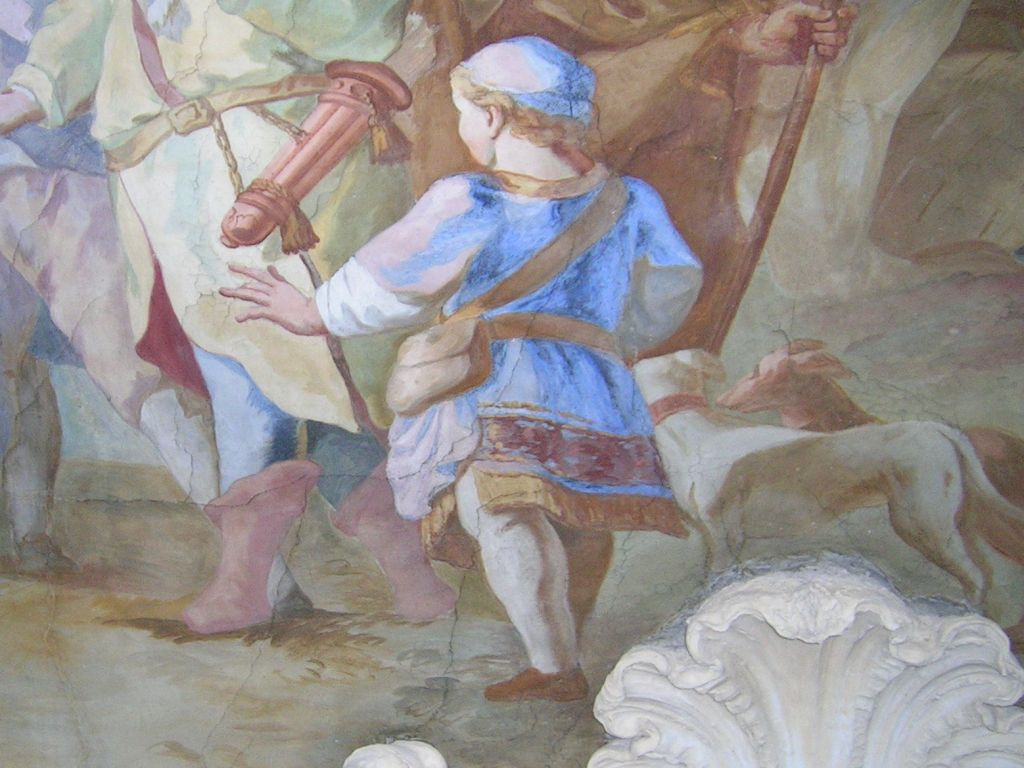
Détail de la fresque de la coupole
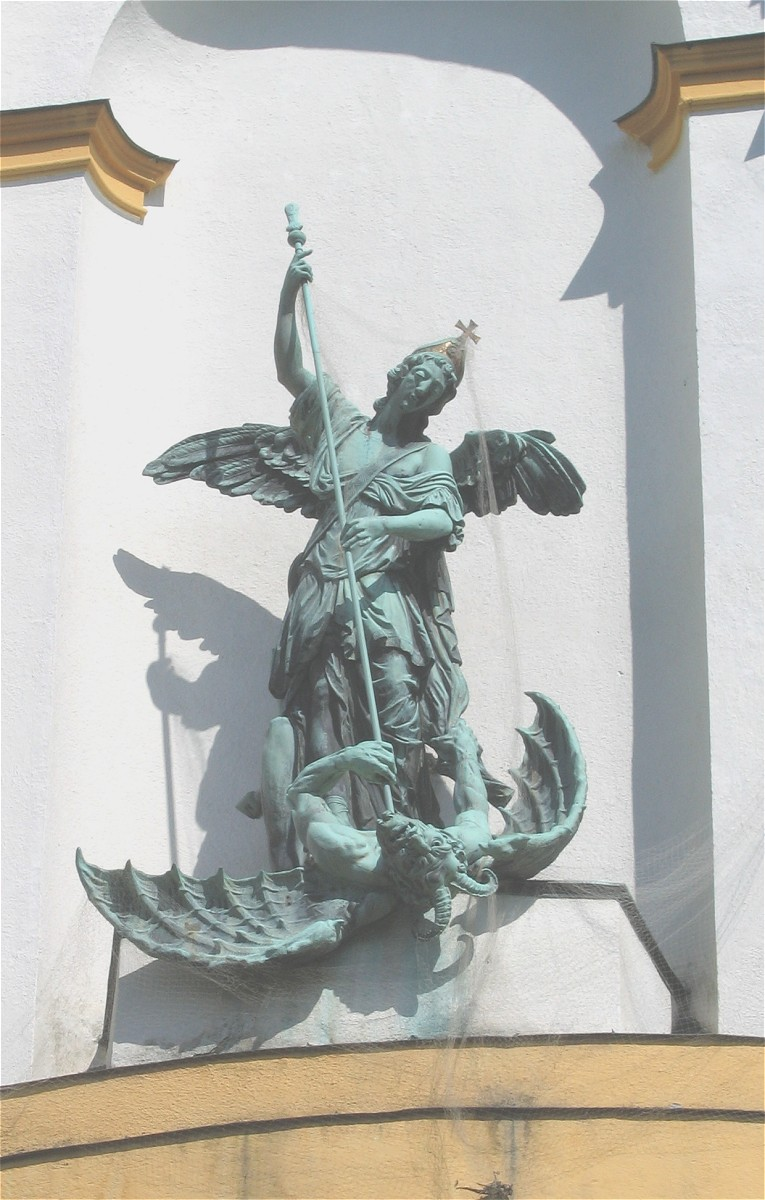
Statue de saint Michel au-dessus de l'entrée
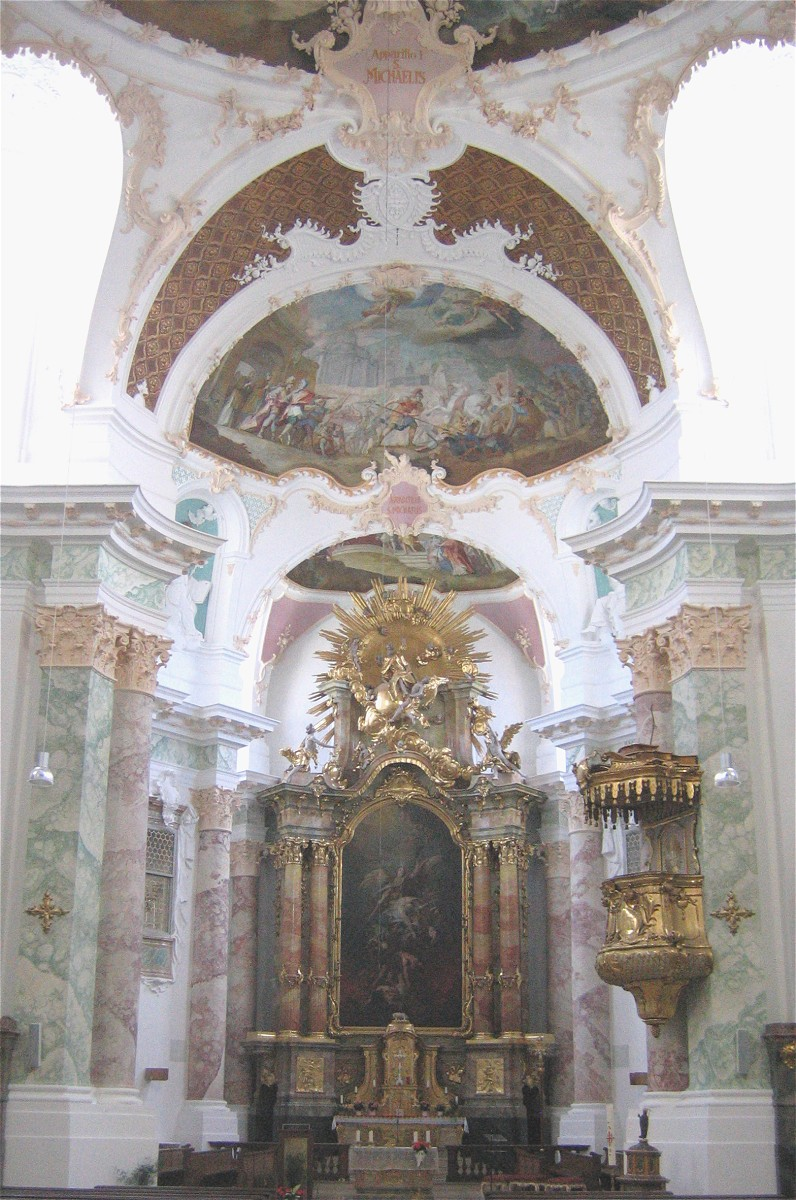
Vue de l'intérieur de l'église
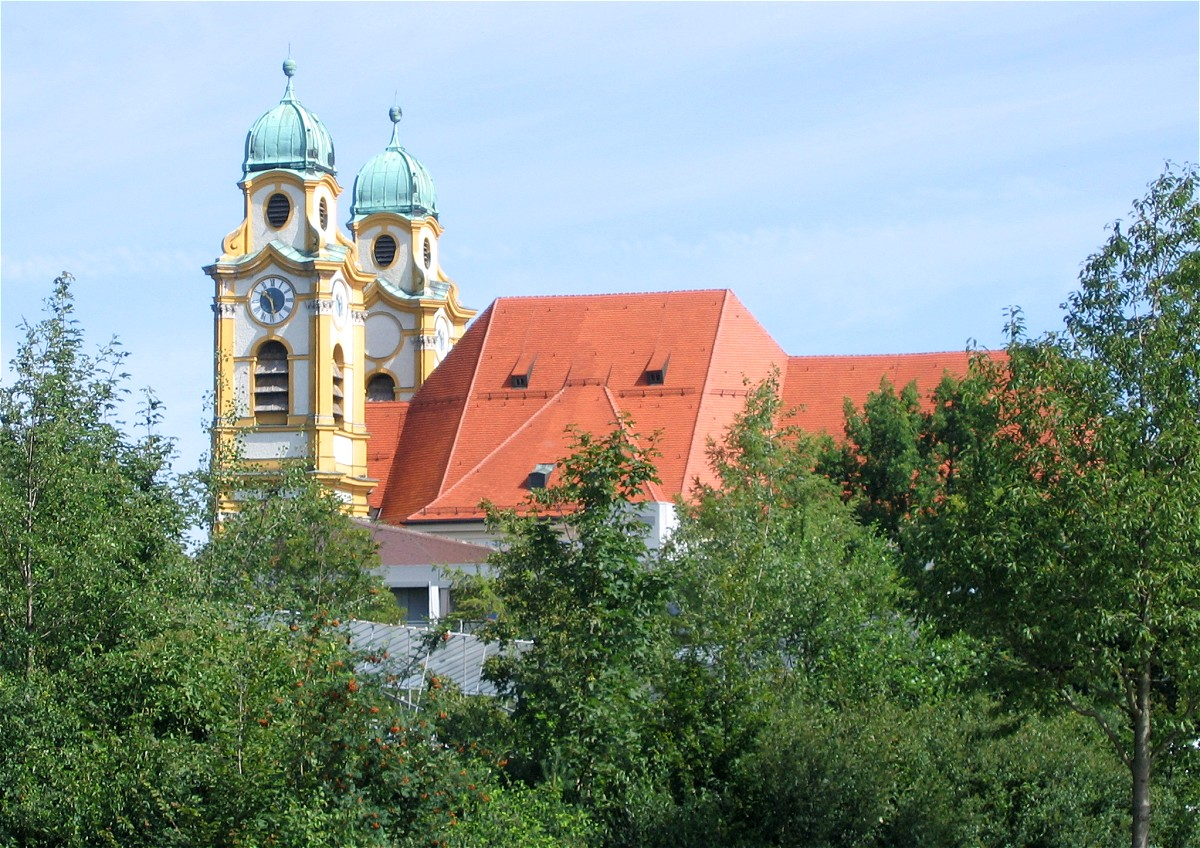
Vue du côté sud

## Source
- Traduction partielle de l'article Wikipedia en allemand.